# グラントリ
グラントリ公国連合は、ダンジョンズ&ドラゴンズ・ロールプレイングゲームのミスタラ・キャンペーンセッティング内に存在する架空の国家である。  
ノウン・ワールドの北西の片隅に位置し、強力な魔法を行使する公子や公女に統治される魔主主義国家である。グラントリの首都は、グラントリ市である。

## 地勢

### 国土
グラントリは2つの大きな山脈である、クーリッシュ山塊とウェンダー山脈に囲まれており、それらから流れ出るいくつかの大きな河川が広大な谷間を切り開いた。それらの谷間は人口密度が高い。山岳地帯の大部分は森林に覆われている。その一方丘陵地帯は植物が豊富であり、谷間は農業のために開墾されている。 

### 首都
グラントリ市は、イソワール河とベスビア河の合流点にある島々の上と周囲の河岸に建設された人口50,000人の都市である。この都市は、素晴らしい建築物、その建造物や公共照明を含む公共の利便のための魔法の広範囲の使用、迷路のような運河、ノウン・ワールドで一番の魔法学校で有名である。 

### 公国
- アールバン
- ベルカディズ
- ベルクトホーフェン
- ブラックヒル（AC1006年に隕石の落着により消滅）
- ボルダビア
- ブラミラ
- コーレンツ（AC1006年に隕石の落着により消滅）
- エレワン（ヒューマノイドの侵攻により被占領状態）
- フェンスウィック
- クランタイア
- クロンダハール
- ニュー・コランド
- モーレイ＝マランボワ
- ヌーベル・アヴェロワーニュ
- セーブルストーン

## 歴史
この地域の本来の名はハイランドであり、大いなる炎の雨の前には定住者がいた。最初の入植者はエルフであったが、非常な天変地異によって逃げ去ったか、あるいは滅亡した。次は次元界を越えてやって来たフラエム人で、火のエナジーに対して特筆すべき親和性を示す民族である。フラエム人はこの地域に7つの公爵領を創立し、エゼンガールの大平原の隣人と激しく衝突した。 
その頃、他の入植者がやって来た。最初はエルフが、それからジアティス、トララダラ、アルファティアからの人間達、そしてロックホームからのドワーフである。他のより謎めいた入植者（例えばクランタイアとアヴェロワーニュの者達）は、魔法の手段でやって来た。 
フラエム人はこの侵入に憤慨した。入植者達は、遠方のアルファティア帝国がドワーフの入植者の助けを借りてこの地域の支配権を得ようとするまでの間、フラエムに応戦した。その後人間とエルフはフラエム人と同盟し、アルファティアの軍勢とドワーフの同盟軍を敗走させ共和国を創立した。これは後に、最も卓越した戦争英雄であったアレクサンダー・グラントリの名を国名に冠した。 
この国がもはや真の共和国とはいえなくなるにつれて、世襲の公子による評議会や、小貴族による国会がグラントリを支配した。 

## 住民
コーレンツのジアティス人、ブラックヒルのアルファティア人、アールバン人、ベルクトホーフェンのフラエム人、クロンダハールのエゼンガール人、アヴェロワーニュ人、クランタイア人、ボルダビアのトララダラ人のような個々の公国で見られるものを含め、いくつかの独特な人間の文化がグラントリには存在する。 
2つの異なるエルフ氏族、エレワンとベルカディズが、最南端のそれぞれの公国に住んでおり、また多くの珍しい生物がグラントリの辺境地帯で見られる。様々な種類のリューパイン、少数のラカスタとゴブリン類などである。地域法によってドワーフとハーフリングは狩り立てられるため、これらのデミヒューマンは公国連合内には居住しない。 
これらの民族集団のほとんどは、国内問題に関しては自己の利益しか眼中にないが、アルファティア、ドワーフ、エゼンガール、ゴブリン類のような外敵に対しては協力し合う。 

## 政府と宗教
公子評議会がグラントリ公国連合を統治している。明らかに多数決が成立しなかったために決定が行えない場合、その問題は国会（各々の貴族が称号に比例した議決権を持つ議会）に持ち込まれる。 
国家元首は公子宰相と呼ばれ、現在はブラックヒル公国のヴォロスピン・イーンディル公子が務めている。しかしながらグラントリ人の考え方では、魔法訓練と研究に関する最高の機関である魔法大学院の校長、エティエンヌ・ダンブルビルの方がより権威があり、そして彼は投票においてより大きな議決権を持つ。大きな官僚機構が、評議会と国会の裁決を実行することに取り組んでいるが、貴族達は自分の封土内においては、ほぼ完全な権力を保持している。 
この国で公然と崇拝されているイモータルは存在せず、その上クレリックは違法とされる。魔法自体への崇拝、ラッドの牧師による伝道、ラムサの孤立した神秘主義者達のような、いくつかの形態の神秘主義のみが許容されている。 